# Sciurus lis
La ardilla japonesa (Sciurus lis) es una especie de roedor esciuromorfo de la familia Sciuridae. Es endémica de Japón.

## Características
La talla de la ardilla japonesa es de entre 16-22 cm. Los ejemplares adultos pesan hasta 300 g. Su pelaje del lado de su vientre como de su cola es blanco. El pelaje de su lomo es castaño rojizo durante temporada de verano y gris durante temporada de invierno. La expectativa de vida es de entre 5 y 6 años. 

## Distribución
La ardilla japonesa está distribuida por las islas de Honshu, Shikoku y Kyushu, en Japón. Previamente también había una población en la Prefectura de Hiroshima, pero ya se entinguió. Si en algún momento existía un población en Kyūshū, es muy cuestionado. En la pinìnsula del norte Hokkaidō la ardilla japonesa no existe. Pero la población de ardillas europeas que vive allí mostró en exámes de filogenia solo una distancia pequeña distancia hacia la ardilla europea. La Unión Internacional para la Conservación de la Naturaleza clasifica la ardilla japonesa como especie bajo preocupación menor (least concern), ya que tiene un área de distribución relativamente grande y estable.

## Taxonomía
La especie fue descrita la primera vez por el zoólogo neerlandés Coenraad Jacob Temminck en 1844.